# Likymnios (mitologia)
Likymnios (gr. Λικύμνιος Likýmnios, łac. Licymnius) – w mitologii greckiej przyjaciel Heraklesa, nieślubny syn Elektryona, króla Myken i frygijskiej niewolnicy imieniem Media lub Midea, przyrodni brat Alkmeny.
Jako jedyny spośród synów Elektryona ocalał z rzezi podczas wojny z Tafijczykami. Towarzyszył Amfitrionowi, gdy ten po przypadkowym zabójstwie teścia został wygnany z Argolidy i udał się do Teb. Likymnios poślubił Perimedę, córkę Alkajosa, siostrę Amfitriona. W sędziwym wieku został przypadkowo zabity przez syna Heraklesa Tlepolemosa.